# L'École des aigles
L'École des aigles est le premier album de la série de bande dessinée Les Aventures de Tanguy et Laverdure de Jean-Michel Charlier (scénario) et Albert Uderzo (dessin). Il a d'abord été prépublié dans Pilote (à partir du numéro 1 du 29 octobre 1959) avant d’être publié en album en 1961.

## Résumé
Michel Tanguy et Ernest Laverdure, deux jeunes pilotes tout juste sortis de l'école de l'air de Salon-de-Provence, viennent d’être affectés à l'école de chasse de Meknès. Leur arrivée mouvementée leur vaut d'être versés dans l'escadron du lieutenant Darnier, réputé pour son autorité et son abord bourru. Après une période d'entraînement sur Lockheed T-33, ils sont rapidement chargés d'une mission de recherche d'une fusée expérimentale s'étant écrasée dans l'Anti-Atlas.

## Personnages principaux
- Michel Tanguy : jeune officier de l'armée de l'air, pilote de chasse
- Ernest Laverdure : jeune officier de l'armée de l'air, pilote de chasse, ami et coéquipier de Tanguy
- Lieutenant Darnier, officier instructeur
- Jacques de Saint-Hélier, jeune officier de l'armée de l'air, pilote de chasse, fils d'un héros de l'aviation mort au combat

## Avions
- Fouga Magister
- Lockheed T-33

## Autour de l'album
- Goscinny, Charlier et Uderzo sont caricaturés parmi les pilotes, lors du repas offert par le lieutenant Darnier (planche 14, case 2).